# 盘锦市高级中学
盤錦市高級中學，简称盤高、市高、市高中、點高。1948年建校，是辽宁省盘锦市的一所重點普通高中。

## 概述
前身是盘山县联合中学，1978年迁入双台子区原盘山县政府大院，1985年划归盘锦市辖，更名为盘锦市高级中学，曾经坐落在雙臺子河大坝下。2007年8月，学校迁入新校园，原校址由盘锦市第二高级中学继承。

## 歷史
1948年7月，盘山县解放后，根据东北行政委员会关于教育的指示，盘山县政府秘书刘培寿召开盘山县有名望的知识分子座谈会，研究办学问题。1948年11月9日奉盘山县工委和政府之命成立盘山县联合中学，建校负责人王志甫。王志甫系盘山县北镇人，1941年考入北京大学农学院，1945年毕业获得学士学位，其兄王达也是北京大学理科毕业生，他二人包教高中数理化课程，并在全县选一些有名望的教师教其它高中课。因此盘山县联合中学一开始就是一所完全中学，办高中早于北镇县、台安县。当时台安县、辽中县的学生也来盘山联合中学就读，校址暂借现在的双台子区育红小学的校舍。
1949年3月盘山县联合中学校址迁入双台子区胜利街，改名为盘山中学，县长傅峰兼校长，接任的校长依次是赵天、张清榆、翟德征、安亚宁、王志甫，党支部书记先后由赵天、翟德征兼任。
1961年9月——1964年9月盘山中学高中和初中分设，在盘山中学院内砌一道南北砖墙为界，东院为盘山县第六初级中学，西院为盘山县高级中学。盘山县高级中学独立后，党支部书记王文生、校长王志甫，副校长耿浩、李文奎，教导主任郭骥、总务主任宋国贤、团总支书记刘建宸。当时有6个高中班。
1964年9月——1967年9月盘山县高级中学和盘山县第六初级中学又合并为盘山中学，王文生、王铎先后任党支部书记，校长先后是王志甫、王碧。当时设6个高中班，17人初中班，共计23个班1300多人。1966年8月，文化大革命开始，学校处于停课状态。
1967年10月—1975年12月，学校更名为盘山县红卫中学，工宣队、军宣队进校，成立了革委员。军宣队员王希富、张树藩，教师代表刘敏捷，工宣队员刘洪若主持学校的文革工作，后期刘洪若、张成达、王世青、陈学全等分别担任过革委会主任，刘建宸、刘敏捷担任革委会副主任，后期刘建宸担任党支部书记。1968年10月开始初、高中1300名学生下乡、还乡、『接受贫下中农再教育』，大部分教师走“五·七”道路进行勞动改造。
1978年5月，中共盘山县委书记李健召开会议，落实教育部颁发《关于办好一批重点中小学试行方案》，决定在盘山县新建一所重点高中，从盘山县第一中学抽出大部分教师为主并从县属各中学抽调一些骨干教师重新组建盘山县高级中学。1978年7月在双台子区渤海路南端的原盘锦地委旧址，建立盘山县高级中学，校长王俭，副校长王碧、石远达，党支部书记李文魁。9月3日举行开学典礼，在校生8个班400人，领导和教职工33人。
1985年9月，盘锦市建市一年后，盘山县高级中学划归市辖，更名为盘锦市高级中学。2000年以來學校高中班數量已達90餘，師生總人數5000餘。2004年，盘锦市高级中学与衡水中学建立友好学校关系。2006年，获得中共辽宁省委、辽宁省人民政府颁布的“辽宁省五一奖状”。

## 評價

### 積極評價
盘锦市高级中学从2002年以来，六届毕业生生升学率100%，本科升学率分别为85.7%、94.5%、96.7%、98.14%。2005——2006年盘锦市高级中学两名考生先后获辽宁省高考卷面总分第一名，2007年我校高考又喜获丰收，进入清华大学、北京大学录取分数线15人，被两校录取9人，进入全国一流名校录取分数线近50人。尤其是600分以上人数、进入一本和二本录取分数线人数，在全省高考录取总数缩减近10%的情况下又创历史新高。至此，盘锦市高级中学教学成绩已连续六年在全市领先。由于盘锦市各高中分学区招生，盘锦市高级中学招生覆盖人口仅近20万，按万人口升学比例，盘锦市高级中学已连续多年全市领先。

## 校友
- 符廷貴上將，原中国人民解放军北京军区政治委员